# Los Angeles FC
Los Angeles FC (ofta förkortat LAFC) är en professionell fotbollsklubb i Los Angeles i Kalifornien i USA som spelar i Major League Soccer (MLS). Hemmamatcherna spelas på Banc of California Stadium.
Klubbens färger är svart och guld.
Bland klubbens många ursprungliga ägare märks Will Ferrell, Mia Hamm, Chad Hurley, Magic Johnson och Tony Robbins.
LAFC har vunnit MLS Cup en gång (2022) och Supporters' Shield (bästa klubben i grundserien i MLS) två gånger (2019 och 2022). Däremot har laget aldrig vunnit US Open Cup.

## Historia

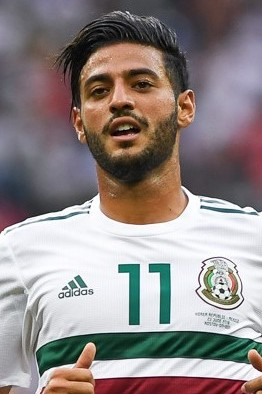
Carlos Vela, här i Mexikos landslag under VM 2018, var LAFC:s första spelarförvärv.

Klubben grundades den 30 oktober 2014 och var den tredje i MLS i Los Angeles efter Los Angeles Galaxy och Club Deportivo Chivas USA. Den senare av dessa klubbar lades dock ned bara tre dagar före det att LAFC grundades. Klubbens namn offentliggjordes i september 2015.
Bob Bradley blev i juli 2017 utsedd till klubbens första tränare och i augusti samma år fick man klart med sin första spelare – den mexikanska landslagsspelaren Carlos Vela.
LAFC debuterade i MLS den 4 mars 2018 i en bortamatch mot Seattle Sounders, som man vann med 1–0. Klubbens första mål i MLS gjordes av uruguayanen Diego Rossi. I klubbens tredje match, det första derbyt mot Los Angeles Galaxy, ledde man med 3–0 men förlorade med 3–4 efter bland annat två mål av Zlatan Ibrahimović, som gjorde sin MLS-debut.
Klubben inledde sin första säsong i MLS med sex raka bortamatcher under tiden som klubbens hemmaarena Banc of California Stadium färdigställdes. Den invigdes den 18 april 2018. LAFC slutade säsongen med 57 poäng, vilket var nytt MLS-rekord för en nybildad klubb. Detta räckte till tredje plats i Western Conference, men klubben åkte sedan ur slutspelet i första omgången mot Real Salt Lake efter förlust med 2–3 hemma.
Redan under klubbens andra säsong kom man etta i Western Conference och vann även Supporters' Shield som bästa klubb i hela MLS under grundserien. Därmed kvalificerade LAFC sig också för första gången för Concacaf Champions League. En rad MLS-rekord sattes av klubben under grundserien: Flest poäng (72), bäst målskillnad (+48) och flest avslut (621). Man tangerade även MLS-rekorden för flest mål (85) och lägst antal förluster (4). I slutspelet åkte man dock ut i semifinalen mot de blivande mästarna Seattle Sounders med 1–3 hemma. Carlos Vela, som satte nytt MLS-rekord med 34 mål under grundserien, utsågs till ligans mest värdefulla spelare (MVP).
2020 års säsong inledde LAFC med att debutera i Concacaf Champions League, där man i åttondelsfinalen slog ut León från Mexiko efter att ha vänt ett 0–2-underläge från första matchen till vinst med 3–2 sammanlagt efter 3–0 hemma i returen. Innan första matchen i kvartsfinalen mot mexikanska Cruz Azul hann spelas avbröt Concacaf turneringen på grund av covid-19-pandemin. Samtidigt beslutade MLS av samma skäl att avbryta säsongen efter bara två matcher. MLS-säsongen kom igång igen i början av juli i form av miniturneringen MLS is Back Tournament, där LAFC åkte ut i kvartsfinal mot Orlando City efter straffsparksläggning. LAFC slutade på sjunde plats i Western Conference och åkte därefter ut mot Seattle Sounders i slutspelets första omgång med 1–3. Under grundserien gjorde Diego Rossi 14 mål för klubben och vann skytteligan i MLS (MLS Golden Boot). Det var första gången i ligans historia som skyttekungen kom från samma klubb två år i rad. I december 2020 återupptogs Concacaf Champions League på neutral plan (Exploria Stadium i Orlando i Florida) och LAFC slog först ut Cruz Azul i kvartsfinal med 2–1 och sedan likaledes mexikanska América i semifinal med 3–1 innan man fick ge sig i finalen mot ytterligare en mexikansk klubb, Tigres UANL, med 1–2.
LAFC kom på nionde plats i Western Conference 2021 och missade slutspelet för första gången. Efter säsongen kom klubben överens med tränaren Bob Bradley om att han inte skulle få förnyat förtroende och han ersattes av amerikanen Steve Cherundolo.
Under 2022 års säsong gjorde LAFC klart med två namnkunniga nyförvärv i form av italienaren Giorgio Chiellini och walesaren Gareth Bale. Klubben vann den säsongen för andra gången Supporters' Shield som bästa klubb i MLS under grundserien.

## Säsonger
| Major League Soccer | Major League Soccer | Major League Soccer | Major League Soccer | US Open Cup | US Open Cup    | Champions League | Champions League | Leagues Cup | Leagues Cup     |
| Säsong              | Konferens           | Placering           | Slutspel            | Säsong      | Resultat       | Säsong           | Resultat         | Säsong      | Resultat        |
| ------------------- | ------------------- | ------------------- | ------------------- | ----------- | -------------- | ---------------- | ---------------- | ----------- | --------------- |
| 2018                | Western             | 3:a (av 12)         | Utslagsomgången     | 2018        | Semifinal      |                  |                  |             |                 |
| 2019                | Western             | 1:a (av 12)         | Semifinal           | 2019        | Kvartsfinal    | 2019             | Ej kvalificerad  | 2019        | Ej inbjuden     |
| 2020                | Western             | 7:a (av 12)         | Åttondelsfinal      | 2020        | Inställd       | 2020             | Final            | 2020        | Inställd        |
| 2021                | Western             | 9:a (av 13)         | Ej kvalificerad     | 2021        | Inställd       | 2021             | Ej kvalificerad  | 2021        | Ej kvalificerad |
| 2022                | Western             | 1:a (av 14)         |                     | 2022        | Åttondelsfinal | 2022             | Ej kvalificerad  | 2022        | Inställd        |

1. 1 2  Los Angeles var bäst i grundserien av alla klubbar i MLS och vann därmed Supporters' Shield.

## Spelartrupp
| 16 | Kanada      | Maxime Crépeau | 11 maj 1994      | Vancouver Whitecaps (-22)   |
| 30 | El Salvador | Tomás Romero   | 19 december 2000 | Georgetown University (-21) |
| 77 | USA         | John McCarthy  | 4 juli 1992      | Inter Miami (-22)           |

| 2  | Argentina | Franco Escobar    | 21 februari 1995  | Atlanta United (-22)         |
| 3  | Colombia  | Jesús Murillo     | 18 februari 1994  | Independiente Medellín (-20) |
| 4  | Colombia  | Eddie Segura      | 2 februari 1997   | Atlético Huila (-19)         |
| 5  | Senegal   | Mamadou Fall      | 21 september 2002 | Montverde Academy (-21)      |
| 12 | Ecuador   | Diego Palacios    | 12 juli 1999      | Aucas (-19)                  |
| 15 | Senegal   | Mohamed Traore    | 15 augusti 2002   | Montverde Academy (-20)      |
| 25 | USA       | Sebastien Ibeagha | 21 januari 1992   | New York City (-21)          |
| 28 | Mexiko    | Tony Leone        | 28 april 2004     | Los Angeles FC               |
| 32 | USA       | Marco Farfán      | 12 november 1998  | Portland Timbers (-21)       |
| 33 | Sydkorea  | Kim Moon-Hwan     | 1 augusti 1995    | Busan Ipark (-21)            |
| 80 | USA       | Julian Gaines     | 5 november 2002   | Las Vegas Lights (-21)       |

| 6  | Spanien | Ilie Sánchez      | 21 november 1990 | Sporting Kansas City (-22) |
| 8  | Uruguay | Francisco Ginella | 21 januari 1999  | Montevideo Wanderers (-20) |
| 11 | Ecuador | José Cifuentes    | 12 mars 1999     | América de Quito (-20)     |
| 17 | Uruguay | Brian Rodríguez   | 20 maj 2000      | Peñarol (-19)              |
| 18 | Mexiko  | Erik Dueñas       | 18 oktober 2004  | Los Angeles FC             |
| 23 | USA     | Kellyn Acosta     | 24 juli 1995     | Colorado Rapids (-22)      |

| 7  | Ghana    | Latif Blessing        | 30 december 1996 | Sporting Kansas City (-18)            |
| 9  | Colombia | Cristian Arango       | 9 mars 1995      | Millonarios (-21)                     |
| 10 | Mexiko   | Carlos Vela           | 1 mars 1989      | Real Sociedad (-18)                   |
| 19 | Libyen   | Ismael Tajouri-Shradi | 28 mars 1994     | Charlotte FC (-22)                    |
| 21 | Mexiko   | Christian Torres      | 15 april 2004    | Los Angeles FC                        |
| 22 | Ghana    | Kwadwo Opoku          | 13 juli 2001     | Attram De Visser Soccer Academy (-20) |
| 26 | USA      | Cal Jennings          | 17 maj 1997      | Indy Eleven (-21)                     |
| 29 | USA      | Danny Musovski        | 30 november 1995 | Reno 1868 (-20)                       |

### Utlånade spelare
| Nr | Land    | Pos | Namn                                         |
| -- | ------- | --- | -------------------------------------------- |
| -  | Uruguay | A   | Diego Rossi (i Fenerbahce till 30 juni 2022) |

## Tränare
Klubben har haft följande huvudtränare:
| Tränare          | Säsong(er) | Källa  |
| ---------------- | ---------- | ------ |
| Bob Bradley      | 2018–2021  | [ 16 ] |
| Steve Cherundolo | 2022–      | [ 38 ] |